# Marek Meško
Marek Meško (*1977) je slovenský historik a byzantolog.

## Životopis
Marek Meško v letech 1996 až 2001 studoval historii na Filozofické fakultě Univerzity Komenského v Bratislavě a získal magisterský titul, v roce 2007 pak získal i malý doktorát. V roce 2005 získal titul M.A. z oboru Byzantologie na Aristotelově univerzitě v Soluni. Absolvoval několik vědeckých pobytů ve Vídni, na Bosporské univerzitě v Istanbulu či na Princetonské univerzitě. Několikrát přendnášel na Open University Cyprus v Nikósii.
Od roku 2012 působí na Masarykově univerzitě v Brně, od roku 2020 působí též na Historickém ústavu Filozofické fakulty Univerzity Hradec Králové.

## Dílo
Marek Meško se zabývá dějinami Byzance v 11. a 12. století. Taktéž se zabývá dějinami středověku v evropském a euroasijském kontextu či problematikou středověkých i moderních vojenských dějin. Občasně publikuje ve slovenském deníku SME. Též publikuje v periodikách Historické revue nebo Vojenská história.

### Výběr z bibliografie
- MEŠKO, Marek. Obnova byzantskej moci na Balkáne za vlády Alexia I. Komnéna. Druhá byzantsko-pečenežská vojna (1083-1091), Bratislava 2012.[8]